# Karate ai Giochi mondiali sulla spiaggia 2019
Le competizioni di karate ai Giochi mondiali sulla spiaggia 2019 si sono svolte il 12 e il 13 ottobre 2019 presso la spiaggia di Katara, a Doha. Sono stati disputati due tornei di kata individuale maschile e femminile a cui hanno partecipato complessivamente 64 atleti, equamente suddivisi in 32 uomini e 32 donne.

## Calendario
Il calendario delle gare è stato il seguente:
| ● | Finali |

| Ottobre |    |    |    |    |    |
| 11      | 12 | 13 | 14 | 15 | 16 |
|         | ●  | 2  |    |    |    |

## Podi

### Uomini
| Evento           | Oro             | Argento    | Bronzo                     |
| Kata individuale | Damián Quintero | Wang Yi-ta | Gakuji Tozaki Antonio Díaz |

### Donne
| Evento           | Oro            | Argento         | Bronzo                 |
| Kata individuale | Sandra Sánchez | Fatemeh Sadeghi | María Dimitrova Lau Mo |

## Medagliere
| Posizione | Paese           | Oro | Argento | Bronzo | Totale |
| --------- | --------------- | --- | ------- | ------ | ------ |
| 1         | Spagna          | 2   | 0       | 0      | 2      |
| 2         | Iran            | 0   | 1       | 0      | 1      |
| 2         | Taipei cinese   | 0   | 1       | 0      | 1      |
| 4         | Hong Kong       | 0   | 0       | 1      | 1      |
| 4         | Rep. Dominicana | 0   | 0       | 1      | 1      |
| 4         | Stati Uniti     | 0   | 0       | 1      | 1      |
| 4         | Venezuela       | 0   | 0       | 1      | 1      |
| Totale    | Totale          | 2   | 2       | 4      | 8      |